# 東シベリア経済地区

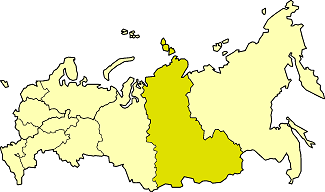
東シベリア経済地区の位置

東シベリア経済地区 (ひがしシベリアけいざいちく、ロシア語: Восто́чно-Сиби́рский экономи́ческий райо́н, Vostochno-Sibirsky ekonomichesky rayon)はロシアの12の経済地区の1つで、東シベリアの経済発展に寄与する。
主要都市はクラスノヤルスク、イルクーツク、ウラン・ウデ、チタで、全てシベリア鉄道沿いに発展した。支線はウラン・ウデからモンゴルや北京に達する。ブラーツク、クラスノヤルスク、イルクーツクには水力発電所がある。石炭、金、黒鉛、鉄鉱石、アルミニウム、亜鉛、鉛が採掘される。
2010年の人口は816万人。

## 行政区画
- ブリヤート共和国
- イルクーツク州
- ハカス共和国
- クラスノヤルスク地方
- トゥヴァ共和国
- ザバイカリエ地方

## 社会経済指標
2008年の国内総生産の4%を占める。この人口密度の低い地域は賃金水準が高く、新民間セクターの割合が比較的高い。ロシアの中では生産性が高い。移住者が少なく人口変化も小さく、更に平均寿命が短い。